# 에버리스트위스 대학교

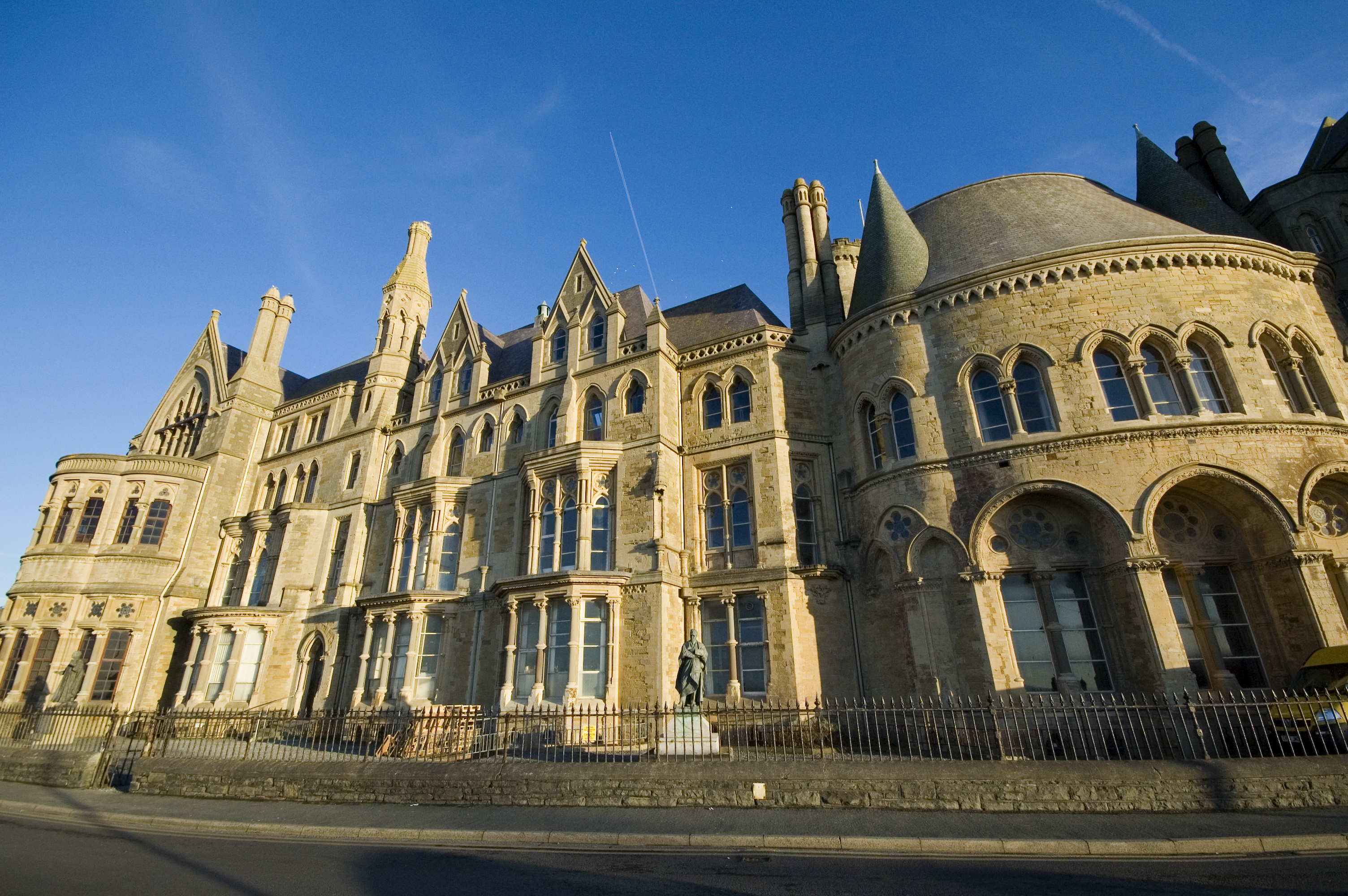
에버리스트위스 대학교

에버리스트위스 대학교(Aberystwyth University)는 웨일스 에버리스트위스에 위치한 대학교이다.

## 같이 보기
- 영국의 대학 목록